# Alfonso Pérez
Alfonso Pérez Muñoz (Getafe, Madrid, 26 de septiembre de 1972), conocido simplemente como Alfonso, es un exfutbolista y entrenador español.
Futbolista formado en la cantera del Real Madrid, disputó cuatro temporadas en su primer equipo. En 1995 fichó por el Real Betis, equipo en el que permaneció cinco temporadas, en las que alcanzó los mejores registros de su carrera. En el 2000 fue traspasado al Barcelona por alrededor de 20 m€, regresando dos temporadas después al conjunto verdiblanco, en el que concluyó su carrera en 2005, siendo el tercer máximo goleador de la historia del conjunto bético.
Fue internacional absoluto con España, totalizando 38 partidos y 11 goles. Disputó dos Eurocopas (1996 y 2000) y un Mundial (1998). Previamente, pasó por todas las selecciones nacionales juveniles y la selección olímpica, que logró el oro en Barcelona '92.

## Trayectoria deportiva

### Como jugador

#### Real Madrid
Formado en las categorías inferiores del Real Madrid (al igual que su hermano Iván Pérez), debutó con el primer equipo en la temporada 1990/91, en el que permaneció hasta la 1994/95, sin llegar a consolidarse como titular en ese periodo. Logró una Liga, una Copa y una Supercopa.

#### Real Betis
En 1995, el Real Betis consiguió su cesión, y al año siguiente, su fichaje. En su segunda temporada 1996/97, marcó 25 goles, siendo el máximo goleador liguero por detrás del brasileño Ronaldo, convirtiéndose además en el jugador verdiblanco con más goles en una temporada de Liga. Entre 1995 y 2000, se convirtió en el jugador de referencia del conjunto bético, disputando 152 partidos y anotando 57 goles. Durante esta etapa, en la que la mayoría de futbolistas llevaban botas de color negro, la marca deportiva Joma creó un modelo llamado «Joma Alfonso», de color blanco, que fue muy popular y que dio lugar a otros modelos como las botas de color rojo de Fernando Morientes.

#### F. C. Barcelona
En el año 2000 y tras una destacada actuación con España en la Eurocopa de ese verano, fue fichado por el F. C. Barcelona, en un traspaso de alrededor de 20 millones de euros, procedente del Betis. Ya previamente el club azulgrana intentó su contratación para la temporada 1997/98, tras la marcha al Inter de Milán de Ronaldo, pero la predilección de Louis van Gaal por Sonny Anderson truncó su traspaso.
Alfonso fue una petición expresa del entonces entrenador azulgrana Serra Ferrer, que ya lo tuvo a sus órdenes en el Betis, para disputarse la titularidad con Patrick Kluivert y Dani García. Su fichaje por el Barça, coincidió con una pésima etapa deportiva del club, en la que su equipo de fútbol permaneció un lustro sin títulos. Esta circunstancia unida a sus frecuentes lesiones, impidieron que triunfase en el equipo barcelonista, con el que en su primera temporada 2000/01, disputó 17 encuentros de Liga (2 goles), 8 encuentros de Copa (3 goles) y 6 de Liga de Campeones. La siguiente temporada 2001/02, el club fichó a la joven promesa argentina Javier Saviola y Alfonso fue perdiendo sitio en el equipo.

#### Paso por Marsella y vuelta al Betis
En enero de 2002, coincidiendo con el mercado invernal, fue cedido al Olympique de Marsella francés, donde marcó 4 tantos en 11 partidos ligueros. Fue cedido la siguiente temporada 2002/03 al Real Betis, que lo fichó a final de campaña. Con el conjunto verdiblanco disputó sus tres últimas temporadas como profesional, antes de retirarse a la conclusión de la campaña 2004/05, tras la consecución de la Copa del Rey. En esta segunda etapa disputó 45 partidos, anotando 10 goles. Con 69 goles en Liga, es el 
tercer máximo goleador de la historia del Real Betis, en Primera División, tras Rubén Castro y Poli Rincón.

### Selección nacional
Alfonso fue internacional con todas las categorías inferiores de la selección española, logrando con la selección olímpica el oro en Barcelona 1992. Debutó como internacional absoluto en un amistoso ante Inglaterra en Santander, el 9 de septiembre de 1992. Totalizó 38 partidos y 11 goles y disputó dos fases finales de Eurocopa (1996 y 2000) y el Mundial de 1998.
Héroe de Brujas
Uno de sus goles más recordados, fue el anotado en el Estadio Jan Breydel de Brujas frente a Yugoslavia, en el tercer y último partido de fase de grupos de la Eurocopa 2000. El conjunto español perdía 3-2 en el 90' de partido y necesitaba la victoria para clasificarse. En el tiempo de añadido, Mendieta empató el encuentro desde el punto de penalti y en la última acción del encuentro, en el minuto 95', Guardiola cuelga un balón al área desde el centro del campo, que baja de cabeza Urzaiz, asistiendo a Alfonso, que marca con la pierna izquierda de volea, poniendo el definitivo 3-4, dando así la clasificación a cuartos y una victoria histórica a su selección.

#### Participaciones en fases finales
| Competición           | Sede                   | Resultado        |
| --------------------- | ---------------------- | ---------------- |
| Juegos Olímpicos 1992 | Barcelona              | Campeón          |
| Eurocopa 1996         | Inglaterra             | Cuartos de final |
| Copa del Mundo 1998   | Francia                | Primera fase     |
| Eurocopa 2000         | – Países Bajos–Bélgica | Cuartos de final |

### Como entrenador

#### Real Mallorca
En 2014 se incorpora como técnico a la cantera del Mallorca, formando tándem con Pepe Gálvez, en el juvenil de División de Honor. En la temporada 2015/16, cogen las riendas del primer equipo del Real Mallorca, hasta su cese en enero de 2016. Entre diciembre de 2016 y mayo de 2017, se hacen cargo del Mallorca B, tras subir Javier Olaizola a coger las riendas del primer equipo.

## Estadísticas

### Clubes
| Club                           | País               | Año       | Partidos | Goles |
| ------------------------------ | ------------------ | --------- | -------- | ----- |
| Real Madrid B                  | Segunda División B | 1988-1990 | 15       | 3     |
| Real Madrid                    | Primera División   | 1990-1995 | 89       | 13    |
| Real Madrid B (cedido)         | Segunda División   | 1991-1992 | 2        | 1     |
| Real Betis                     | Primera División   | 1995-2000 | 152      | 59    |
| FC Barcelona                   | Primera División   | 2000-2002 | 21       | 2     |
| Olympique de Marsella (cedido) | Primera División   | 2002      | 11       | 4     |
| Real Betis                     | Primera División   | 2002-2005 | 45       | 10    |
| Total                          | Total              | Total     | 335      | 92    |

## Palmarés

### Campeonatos nacionales
| Título              | Club        | País   | Año  |
| ------------------- | ----------- | ------ | ---- |
| Copa del Rey        | Real Madrid | España | 1993 |
| Supercopa de España | Real Madrid | España | 1993 |
| Liga de España      | Real Madrid | España | 1995 |
| Copa del Rey        | Real Betis  | España | 2005 |

### Distinciones individuales
| Distinción                       | Año     |
| -------------------------------- | ------- |
| Mejor Jugador Español de La Liga | 1997/98 |
| Premio Reina Sofía del Deporte   | 2000    |

## Coliseum Alfonso Pérez
Desde 1998 a 2023 el estadio municipal donde disputa sus partidos como local el Getafe Club de Fútbol, club de su ciudad natal, llevó el nombre de Coliseum Alfonso Pérez. Se le retiró el nombre al estadio para poder comercializar con el nombre de éste.